# Gianfranco Barra
Gianfranco Barra (Roma, 5 de abril de 1940 - Roma, 23 de marzo de 2025) fue un actor italiano. Participó en más de ochenta películas, principalmente como actor de reparto.

## Carrera
Debutó en 1968 en la película Il medico della mutua, y pronto mostró su versatilidad, interpretando diversos papeles, tanto cómicos como dramáticos. Participó después en dramas, como Detenuto in attesa di giudizio (1971) de Nanni Loy, y en comedias brillantes, como Che cosa è succede tra mio padre e tua madre? (1972) de Billy Wilder.
Trabajó con Steno, quien lo apreciaba particularmente, en: La polizia ringrazia (1972), La poliziotta (1974), Il padrone e l'operaio (1975), Doppio delitto (1977), Fico d'India (1980) y Banana Joe (1982), junto a Bud Spencer. También se destacó en Il sindacalista (1972) de Luciano Salce, Mordi e fuggi (1973) de Dino Risi y Pane e cioccolata (1973) de Franco Brusati.
Su filmografía posterior incluyó caracterizaciones en películas dramáticas, como Domani accadrà (1988) de Daniele Luchetti, y Il muro di gomma (1991) de Marco Risi.
En los últimos años también participó en comerciales.

## Fallecimiento
Barra murió en Roma el 23 de marzo de 2025, a los 84 años de edad.

## Filmografía

### Cine
| Año  | Título                                                     | Director                                                                    | Papel                                                | Nota          |
| ---- | ---------------------------------------------------------- | --------------------------------------------------------------------------- | ---------------------------------------------------- | ------------- |
| 1968 | Il medico della mutua                                      | Luigi Zampa                                                                 | Doctor                                               |               |
| 1970 | Indagine su un cittadino al di sopra di ogni sospetto      | Elio Petri                                                                  | Oficial de interrogatorio                            | Sin acreditar |
| 1970 | Il trapianto                                               | Steno                                                                       | Secretario del Partido Comunista                     | Sin acreditar |
| 1971 | Detenuto in attesa di giudizio                             | Nanni Loy                                                                   | Secretario de prisión                                | Sin acreditar |
| 1972 | Mimì metallurgico ferito nell'onore                        | Lina Wertmüller                                                             | Sargento Amilcare Finnocchiaro                       |               |
| 1972 | La polizia ringrazia                                       | Steno                                                                       | Agente Esposito                                      |               |
| 1972 | Abuso di potere                                            | Camillo Bazzoni                                                             | Vendedor de pescado                                  |               |
| 1972 | Il sindacalista                                            | Luciano Salce                                                               | Carabinero                                           |               |
| 1972 | Jesse & Lester - Due fratelli in un posto chiamato Trinità | Ver listaRenzo Genta Richard Harrison                                       |                                                      | Sin acreditar |
| 1972 | Non si sevizia un paperino                                 | Lucio Fulci                                                                 | Impallomeni                                          | Sin acreditar |
| 1972 | Avanti!                                                    | Billy Wilder                                                                | Bruno                                                |               |
| 1973 | Film d'amore e d'anarchia                                  | Lina Wertmüller                                                             |                                                      |               |
| 1973 | Mordi e fuggi                                              | Dino Risi                                                                   | Policía                                              | [ 3 ]         |
| 1973 | La villeggiatura                                           | Marco Leto                                                                  | Sacerdote                                            | [ 4 ]         |
| 1974 | Pane e cioccolata                                          | Franco Brusati                                                              | El Turco                                             |               |
| 1974 | L'arbitro                                                  | Luigi Filippo D'Amico                                                       | Policía                                              |               |
| 1974 | Permettete signora che ami vostra figlia?                  | Gian Luigi Polidoro                                                         | Pequeño cliente de hotel                             | [ 5 ]         |
| 1974 | Fatevi vivi, la polizia non interverrà                     | Giovanni Fago                                                               | Carlos                                               |               |
| 1974 | La poliziotta                                              | Steno                                                                       | Dr. Gargiulo                                         |               |
| 1974 | Il lumacone                                                | Paolo Cavara                                                                | Portero                                              |               |
| 1975 | La mazurka del barone, della santa e del fico fiorone      | Pupi Avati                                                                  | Sargento Caputo                                      |               |
| 1975 | La polizia accusa: il servizio segreto uccide              | Sergio Martino                                                              | Mariscal De Luca                                     |               |
| 1975 | Il padrone e l'operaio                                     | Steno                                                                       | Vecino de Carminati                                  |               |
| 1975 | Morte sospetta di una minorenne                            | Sergio Martino                                                              | Teti                                                 |               |
| 1976 | La professoressa di scienze naturali                       | Michele Massimo Tarantini                                                   | Preside                                              |               |
| 1976 | Signore e signori, buonanotte                              | Ver listaLuigi Comencini Luigi Magni Nanni Loy Mario Monicelli Ettore Scola | Columnista Nocella                                   | Sin acreditar |
| 1976 | Spogliamoci così, senza pudor...                           | Sergio Martino                                                              | Franco Corradini                                     |               |
| 1977 | La vergine, il toro e il capricorno                        | Luciano Martino                                                             | Alberto Scapicolli                                   |               |
| 1977 | L'altra metà del cielo                                     | Franco Rossi                                                                | Minero                                               |               |
| 1977 | I nuovi mostri                                             | Ver listaDino Risi Mario Monicelli Ettore Scola                             | El Mafioso                                           |               |
| 1977 | Doppio delitto                                             | Steno                                                                       | Cantalamessa                                         |               |
| 1978 | L'insegnante viene a casa                                  | Michele Massimo Tarantini                                                   | Dr. Busatti                                          |               |
| 1979 | Letti selvaggi                                             | Luigi Zampa                                                                 | Lester                                               |               |
| 1979 | La poliziotta della squadra del buon costume               | Michele Massimo Tarantini                                                   | Comisario Nardecchia                                 |               |
| 1980 | Zucchero, miele e peperoncino                              | Sergio Martino                                                              | Guía                                                 | [ 6 ]         |
| 1980 | Fico d'India                                               | Steno                                                                       | Comisario                                            |               |
| 1980 | Lion of the Desert                                         | Moustapha Akkad                                                             | Centinela                                            | [ 7 ]         |
| 1982 | Buona come il pane                                         | Riccardo Sesani                                                             | Comisionado de policía                               |               |
| 1982 | Pierino colpisce ancora                                    | Marino Girolami                                                             | Profesor                                             |               |
| 1982 | Eccezzziunale... veramente                                 | Carlo Vanzina                                                               | Inspector Patané                                     |               |
| 1982 | Banana Joe                                                 | Steno                                                                       | José Torcillo                                        |               |
| 1982 | Il tifoso, l'arbitro e il calciatore                       | Pier Francesco Pingitore                                                    | Gerente de Recursos Humanos                          |               |
| 1982 | Giggi il bullo                                             | Marino Girolami                                                             | Funcionario del Totocalcio                           |               |
| 1982 | Giovani, belle... probabilmente ricche                     | Michele Massimo Tarantini                                                   |                                                      |               |
| 1982 | Assassinio al cimitero etrusco                             | Sergio Martino                                                              | Comisionado de policía                               |               |
| 1982 | Gian Burrasca                                              | Pier Francesco Pingitore                                                    | Maralli                                              |               |
| 1983 | Sapore di mare                                             | Carlo Vanzina                                                               |                                                      |               |
| 1983 | Zero in condotta                                           | Giuliano Carnimeo                                                           | Ver listaProfesor Giandomenico Gelmetti Palle Secche |               |
| 1983 | Sapore di mare 2 - Un anno dopo                            | Bruno Cortini                                                               | Antonio Pinardi                                      |               |
| 1986 | La coda del diavolo                                        | Giorgio Treves                                                              | Sodomita                                             |               |
| 1988 | Domani accadrà                                             | Daniele Luchetti                                                            | Biagio                                               |               |
| 1988 | La maschera                                                | Fiorella Infascelli                                                         | Bartolo                                              |               |
| 1988 | La partita                                                 | Carlo Vanzina                                                               | Manolo                                               |               |
| 1988 | Se lo scopre Gargiulo                                      | Elvio Porta                                                                 | Inspector sanitario                                  |               |
| 1990 | Tre colonne in cronaca                                     | Carlo Vanzina                                                               | Funcionario                                          |               |
| 1991 | Il muro di gomma                                           | Marco Risi                                                                  | Ministro de Defensa                                  |               |
| 1992 | Un orso chiamato Arturo                                    | Sergio Martino                                                              | Quaestor                                             |               |
| 1992 | Assolto per aver commesso il fatto                         | Alberto Sordi                                                               | Juez                                                 |               |
| 1992 | La corsa dell'innocente                                    | Carlo Carlei                                                                | Portero                                              |               |
| 1992 | Gole ruggenti                                              | Pier Francesco Pingitore                                                    | Mazza                                                |               |
| 1992 | Nel continente nero                                        | Marco Risi                                                                  | Sparafico                                            |               |
| 1993 | Giovanni Falcone                                           | Giuseppe Ferrara                                                            | Vincenzo Geraci                                      |               |
| 1994 | 18000 giorni fa                                            | Gabriella Gabrielli                                                         | Marrari                                              |               |
| 1994 | Only You                                                   | Norman Jewison                                                              | Danieli Concierge                                    |               |
| 1994 | Miracolo italiano                                          | Enrico Oldoini                                                              | Onorevole Proietti                                   |               |
| 1996 | Classe mista 3A                                            | Federico Moccia                                                             | Profesor de italiano                                 |               |
| 1998 | Passaggio per il paradiso                                  | Antonio Baiocco                                                             | Abogado                                              |               |
| 1999 | Panni sporchi                                              | Mario Monicelli                                                             | Don Paolo                                            |               |
| 1999 | Svitati                                                    | Ezio Greggio                                                                | Guido Puccini                                        |               |
| 1999 | The Talented Mr. Ripley                                    | Anthony Minghella                                                           | Aldo                                                 |               |
| 2000 | Up at the Villa                                            | Philip Haas                                                                 | Peppino                                              |               |
| 2001 | Ravanello pallido                                          | Gianni Costantino                                                           | Osvaldo Pignatti                                     |               |
| 2002 | Heaven                                                     | Tom Tykwer                                                                  | El Teniente                                          |               |
| 2003 | Il pranzo della domenica                                   | Carlo Vanzina                                                               | Onorevole                                            |               |
| 2004 | Le barzellette                                             | Carlo Vanzina                                                               |                                                      |               |
| 2006 | Ma che ci faccio qui!                                      | Francesco Amato                                                             | Arturo Visone                                        |               |
| 2006 | Terapia Roosevelt                                          | Vittorio Muscia                                                             |                                                      |               |
| 2007 | La cena per farli conoscere                                | Pupi Avati                                                                  | Corrado Baghdikian                                   |               |
| 2007 | Nero bifamiliare                                           | Federico Zampaglione                                                        |                                                      |               |
| 2007 | Come tu mi vuoi                                            | Volfango De Biasi                                                           | Profesor                                             |               |
| 2010 | Alice                                                      | Oreste Crisostomi                                                           | Padre                                                |               |
| 2010 | La passione                                                | Carlo Mazzacurati                                                           | Doctor                                               |               |
| 2016 | Anno nuovo vita nuova                                      | Gianfranco Barra                                                            |                                                      | Cortometraje  |

### Televisión
| Año       | Título                               | Papel                  | Nota                   |
| --------- | ------------------------------------ | ---------------------- | ---------------------- |
| 1970      | I giovedì della signora Giulia       | Brigadier Muscariello  | Miniserie; 5 episodios |
| 1970      | L'amica delle mogli                  | Médico                 | Película de TV         |
| 1970      | Marcovaldo                           | Patrón de taberna      | Miniserie; 1 episodio  |
| 1971      | All'ultimo minuto                    | Pasajero               | Serie; 1 episodio      |
| 1972      | Le inchieste del commissario Maigret | Loubière               | Serie; 1 episodio      |
| 1972      | Joe Petrosino                        | Barbero                | Miniserie; 1 episodio  |
| 1972      | La morte di Danton                   | Mercier                | Película de TV         |
| 1973      | Qui squadra mobile                   | Dueño de pizzería      | Miniserie; 1 episodio  |
| 1973      | Il caso Lafarge                      | Sr. Buffiere           | Miniserie; 4 episodios |
| 1974      | Ragazzo cercasi                      | Tendero                | Película de TV         |
| 1974      | Philo Vance                          | Dr. Doremus            | Miniserie; 2 episodios |
| 1975      | Una città in fondo alla strada       | Empleado de fábrica    | Miniserie; 1 episodio  |
| 1976      | Alle origini della mafia             | Secretario             | Miniserie; 1 episodio  |
| 1977      | Lo scandalo della banca romana       | Barón Cesare Lazzaroni | Miniserie; 3 episodios |
| 1977      | Don Giovanni                         | Di Domenico            | Película de TV         |
| 1978      | Sam et Sally                         | Comisario Vargas       | Serie; 1 episodio      |
| 1979      | A torto e a ragione                  | Brigadier Angelini     | Serie; 1 episodio      |
| 1979      | L'altro Simenon                      | Maudine                | Serie; 1 episodio      |
| 1981      | Vita di Antonio Gramsci              | Dante Romani           | Miniserie; 1 episodio  |
| 1983      | La pulce nell'orecchio               | Ferraillon             | Película de TV         |
| 1987      | Il generale                          | Barbero                | Miniserie; 1 episodio  |
| 1987      | Aeroporto internazionale             | Giovanni Trezzi        | Serie; 1 episodio      |
| 1989      | Blaues Blut                          | Franco Rossi           | Miniserie; 1 episodio  |
| 1993      | Per amore o per amicizia             | Tío Gino               | Película de TV         |
| 1995      | Il barone                            | Don Salemi             | Miniserie              |
| 1996      | Positano                             |                        | Miniserie; 4 episodios |
| 1996-1998 | Dio vede e provvede                  | Mayor Bellucci         | Serie; 2 episodios     |
| 2000      | Vola Sciusciù                        | Venerino               | Película de TV         |
| 2000-2001 | Tequila & Bonetti                    | Inspector Mazzoli      | Serie                  |
| 2004      | Benedetti dal Signore                | Don Vincenzo           | Miniserie; 8 episodios |
| 2005-2008 | Un ciclone in famiglia               | Achille Buonamici      | Serie                  |
| 2006      | La contessa di Castiglione           | Delegado Castelli      | Película de TV         |
| 2006-2009 | L'onore e il rispetto                | Don Luigi              | Miniserie; 9 episodios |
| 2008      | Io non dimentico                     |                        | Película de TV         |